# Nyelvi változás
A nyelvi változás az a jelenség, amely során egy nyelv hangtani, alaktani, jelentéstani, mondattani és egyéb jellemzői az idők során módosulnak. Minden nyelv folyamatosan változik. Bármely adott pillanatban a legtöbb nyelvnek számos változatát beszélik, ezt egyidejű változatosságnak nevezzük. Ezek a különböző nyelvváltozatok eredményezik idővel a nyelvek történeti változatosságát. Két nyelvészeti ág foglalkozik a nyelvi változás tanulmányozásával: a történeti nyelvészet és szociolingvisztika (társadalomnyelvészet). A történeti nyelvészek azt vizsgálják, hogy egy nyelvet hogyan beszéltek a múltban és igyekeznek meghatározni, hogy a jelenlegi nyelvek mely korábbi nyelvekből származnak és milyen rokonságban állnak egymással. A szociolingvisztikusok az iránt érdeklődnek, hogy miben gyökereznek a nyelvi változások és meg akarják magyarázni, hogy a társadalom és társadalmi változások hogyan befolyásolják a nyelvet.

## Okai
Nem tudjuk, hogy miért változnak szüntelenül a nyelvek. Az új szavak megjelenésére nyilvánvaló magyarázat, hogy új dolgok, új fogalmak jelennek meg az emberek, a társadalom életében, ez azonban nem magyarázza azt, hogy a nyelvi rendszer miért változik. A jelenség mindenképpen sokrétű; itt csak néhány fontosabb tényezőt sorolunk fel, amelyek szerepet játszanak benne.
Nyelvi tényezők:
- Ejtéskönnyítés: a beszélők hajlamosak a hatékonyságra törekedni, vagyis arra, hogy a lehető legkevesebb erőfeszítést fejtsék ki a nyelvhasználat során (rövidítésekkel, egyszerű nyelvtani szerkezetekkel a beszélt nyelvben).
- Analógia: gyakori, hogy a kivételek idővel alkalmazkodnak a rendszerhez, a rendhagyó szóalakok szabályossá válnak. Például a magyarban századok óta tart az ikes igék lassú beolvadása a szabályos igék közé, az egyes szám első személyű alakot ma már gyakran k raggal képezzük az irodalmias (régies) m helyett (eszek – eszem, alszok – alszom).
- Az egybeesés kerülése: a beszélők általában igyekeznek különböző gondolataikat különböző kifejezésekkel jelölni, elkerülendő a félreértést, például a hangrend szerint várható én várnák helyett én várnék-ot mondunk, mert így nem keverhető össze az ők várnák-kal. A rengeteg ellenpélda (például én ennék – ők ennék) miatt azonban ennek a tényezőnek a szerepét sokan kétségbe vonják.

Társadalmi tényezők:
- Nyelvérintkezés: egymás közelében élő, különböző nyelvű népcsoportok nyelvei hatást gyakorolnak egymásra. A legnyilvánvalóbb hatás a kölcsönszók átvétele, hosszú távon azonban mélyreható hangtani és nyelvtani változások is betudhatók a földrajzi közelségnek. A mai köznyelvben terjedőben levő erdélyi magyar nyelvjárások el kell menjek-típusú szerkezetének kialakulását a sztenderd el kell mennem-mel szemben segíthette a román nyelv hatása, a balkáni nyelvekben ugyanis visszaszorult a főnévi igenév használata, areális (balkáni) jelenségről lehet szó.[1]
- Földrajzi távolodás: a nyelvcsaládok kialakulásának klasszikus módja. Amikor egy nép két csoportja földrajzilag eltávolodik egymástól, idővel a nyelvük is szétválik, hiszen a két csoportot különböző hatások érik.
- Hibás elsajátítás: a letelepülő külföldiek gyakran tökéletlenül sajátítják el a befogadó ország nyelvét, mindennapi beszédükben keverik azt saját nyelvükkel. Ha a bevándorlók kevesen vannak, ez a jelenség néhány generációnyi idő alatt megszűnik; ha azonban a társadalom jelentős részét teszik ki, akkor kialakul saját nyelvhasználatuk, ami hosszú távon visszahathat a befogadó ország nyelvére.

Bőséggel látunk azonban a fentiekkel ellentétes változást is. Például a mai magyar nyelvben a helyzet megjelölésére is a -ba, -be ragot használjuk (Esztergomba vagyok), ez viszont ellentmond a egybeesések kerülését célzó tényezőnek. Nádasdy Ádám nyelvész szerint: „Talán nem is érdemes a nyelvi változás okain töprengeni, mert nincsenek. Valószínűleg azért változik a nyelv, mert nincs, ami visszatartsa – bizonyos korlátok között. Nincs akadálya, hogy a generációk, tájegységek módosítgassanak rajta, mert úgyis csak annyit tudnak módosítani, hogy ne sérüljön a kommunikáció.”

## Sebessége és mértéke
Minden nyelv folyamatosan változik ugyan, de nem állandó "sebességgel". Előfordul, hogy egy nyelv, mondjuk, ezer éven keresztül nem mutat jelentős változást, máskor pedig néhány száz év leforgása alatt olyan átalakuláson mehet keresztül, hogy egy egészen új nyelv jön létre.
A walesi nyelv az elmúlt ezer évben, első összefüggő nyelvemlékei óta, szókincsbeli és helyesírási különbségektől eltekintve nem változott jelentősen. Ezzel szemben az angol ezer évvel ezelőtt beszélt változatát, az óangol nyelvet a mai angolok már egyáltalán nem is értik; nyelvtanában, hangtanában és szókincsében egyaránt átalakult.
Könnyen belátható, hogy a nyelv három fő "rétege" (nyelvtan, hangtan és szókincs) közül a szókincs a legváltozékonyabb, gondoljunk csak a magyar nyelvben is fellelhető újabb és újabb jövevényszavakra vagy napról napra megjelenő szóképzésekre, jelentésváltozásokra. A szókics azonban nem szabályszerűen változik, ezért nem is tekintjük igazi nyelvi változásnak: ha egy szó helyett holnaptól egy másikat használunk, attól a többi még változatlan marad, így a szókincsbeli változást nem lehet rendszerbe foglalni. Akárhány jövevényszó áraszt is el egy nyelvet, azok nincsenek hatással a nyelvtanra és igazodnak a nyelv hangrendszeréhez (vagy csak igen hosszú idő után változtatják meg).
Hagyományosan úgy tartják, hogy a nyelvtan a legstabilabb nyelvi elem, tehát általában ez változik a leglassabban. A nyelv elemei tehát egymástól függetlenül változnak, előfordul, hogy például egy nyelv hangtana egészen átalakul, miközben nyelvtana nagyjából változatlan marad.
Az ófelnémet hangeltolódás során, az első évezred második felében, mintegy ötszáz év leforgása alatt a német nyelv hangrendszere teljesen átalakult – azóta, az elmúlt ezer évben gyakorlatilag változatlan – miközben megőrzött sok olyan ősi germán vonást, amit más germán nyelvek elhagytak, például a három nyelvtani nemet, a névszói esetrendszert, a gyenge, vegyes és erős névszóragozást stb.
Előfordul, hogy egy nyelv annyira átalakul, hogy "típust vált": például az örmény nyelv az indoeurópai nyelvcsalád tagjaként valaha hajlító típusú volt, a török népekkel való évezredes együttélés nyomán azonban ragozóvá vált. Az angol nyelv, az alaktan leegyszerűsödése és a szórend szerepének megnövekedése miatt egyre inkább az elszigetelő nyelvek felé tendál.
A nyelvi változás mértékét azonban – ha egyáltalán van ilyen – bajos dolog meghatározni, hiszen mindenki szubjektív módon látja azt. A magyar nyelv legrégibb összefüggő nyelvemléke, a Halotti beszéd a 12. század végén íródott, és általában úgy tartjuk, hogy nyelvezete a mai nyelvtől igen jelentősen eltér. Jobban megvizsgálva észrevehetjük, hogy ha talán nem is első olvasatra, de különösebb gond nélkül megértjük a szöveget a mai nyelvérzékünk alapján (szemben például a fent említett angolokkal, akik nem értik a 12. századi angolt), eszerint tehát a magyar nyelv az utóbbi nyolcszáz évben – relatíve – nem változott sokat.

## Módjai

### Szókincsbeli változás
Az új (manapság jobbára angol) szavak állandó beáramlása a magyar nyelvbe a nyelvváltozás vizsgálatának egyik nyilvánvaló iránya, bár nehéz pontosan és szabatosan meghatározni azt a szókészletet, amit a beszélők valóban használnak. Története során a magyar rengeteg szót fogadott be más nyelvekből, és új jelentésekkel is felruházta őket. A nyelvben nem csak új szavak jelennek meg, hanem egyes szavak, ha a hozzájuk kapcsolt dolog vagy fogalom jelentőségét veszti, lassan el is avulhatnak.
A szótárírók igyekeznek nyomonkövetni a nyelvben bekövetkező változásokat azáltal, hogy feljegyzik az új szavak megjelenését a nyelvben, valamint a régi szavak új jelentéseit.

### Fonetikai és fonológiai változás
Ismert, hogy a magyar nyelvben a ly és j betűk régen különböző hangokat jelöltek, amelyek a 19. századra néhány keleti nyelvjárástól eltekintve összeolvadtak (pontosabban a ly j-vé vált). Ebből a példából jól látszik, hogy a helyesírás általában nem követi a hangtani változásokat. Újabb keletű változás, hogy a hosszú ú-ra és ű-re végződő, egy szótagnál hosszabb szavakat egyre inkább rövid u-val és ü-vel ejtjük (hosszu, bosszu, tetü, betü stb).
A hangtani változás nyelveken keresztül is terjedhet. Például a raccsolt, „franciás” r-t Párizs környékén kezdték használni a 19. század elején. Később elterjedt egész Franciaországban, ma pedig már a németek is raccsolnak. Hasonlóképpen feltételezik, hogy a bantu nyelvek némelyikében fellelhető csettintő hangokat a koiszan nyelvekből vették át, bár ez jóval régebbi és dokumentálatlan változás.
A kisebb fonológiai változások felismerése és lejegyzése nehéz feladat, elsősorban azért, mert a hangrögzítési technológia mindössze százéves múltra tekinthet vissza. Tehát amikor bizonyosságot keresünk arra, hogy a nyelvünk hogyan változott a századok során, pusztán az írott forrásokra támaszkodhatunk, amelyek tanúsítják, hogy a nyelvünk hogy hangzott korábban.
Ha a nyelvek XX. század előtti kiejtéséről nincs is sok tudomásunk, az adott időből származó írott nyelvemlékek birtokában mégis következtetni tudunk a kiejtésre, ugyanis bizonyos változások (amelyeket a fennmaradt szövegek tükröznek) az általános fonetikai elvek szerint csak bizonyos hangok közt és bizonyos módokon játszódhattak le. A korabeli szövegek és a hangtani törvényszerűségek, valamint a megelőző és a később kifejlődő változat ismerete alapján például a klasszikus latin nyelv kiejtése is aránylag jól rekonstruálható.

### Helyesírási változás
Nagyon gyakran a helyesírási különbségek a legnyilvánvalóbbak a régebbi korokból való szövegekkel kapcsolatban. A nyomtatás előtti korszakban, amikor az írni-olvasni tudás sokkal kevésbé volt általános, nem volt meghatározott rendszer és a fennmaradt kézírásos szövegekben a szavakat a helyi kiejtés és személyes ízlés szerint betűzték.
A nyomdagép feltalálása azonban dilemmák elé állította a nyomdászokat: a 15. és 17. század között íródott szövegek sok következetlenséget mutatnak, akár ugyanazon a szövegen belül is különböző módon betűzik ugyanazt a szót. (Ismert, hogy Shakespeare is többféleképpen írta a saját nevét). Továbbá kénytelenek voltak nyomdai meggondolások alapján választani a különféle írásmódok közül, hiszen például egyforma sorhosszakat kellett kapniuk, mikor sorba rendezték a betűket a szedővason. Mivel könnyebb volt egy betűsort hosszabbá tenni, mint a többit rövidebbé, sok szóalak a hosszabb írásmódban rögzült az idők során.
A modern helyesírások – elsősorban a nyugat-európai nyelvekéi – nem alkotnak következetes rendszert; inkább a korábbi kiejtéseknek a nyomait mutatják. Az angolban a ma néma gh betűkapcsolat, például a night (éjszaka) szóban, valaha úgy hangzott, mint német megfelelőjében (nacht) a ch. A knee (térd) és knight (lovag) szavak k-ját régen kiejtették, és a chicken (csirke) és cheese (sajt) szavak ch-ja is k-nak hangzott. Hasonlóan a franciában a ma már nem ejtett személyragok, például ils cherchent (ők keresnek), ejtsd: il sers, vagy a többes szám jele, például hommes (emberek) ejtsd: om, a korábbi kiejtésről tanúskodnak.
Azt mondhatjuk, hogy az angol helyesírás a 15. században rögzült, amikor William Caxton nyomdász az angol nyelv londoni (wessexi) változatát választotta ki 1476-os első kiadványához, ezáltal azonban kirekesztett sok olyan szót, amiket Anglia más területein használtak. Például a északi eyren (tojások) szó a déli egges (ma eggs) megfelelőjével nem volt felcserélhető, mert az déli emberek nem értették az északi szót, és fordítva.
Mint a fentiekből láttuk, a helyesírás általában valóban nem tart lépést a nyelv változásával, tehát egy régebbi nyelvállapot nyomait őrzi. Ennek nyomán elterjedt a tévhit, hogy az írás „felsőbbrendű” a beszédnél, mert állandóságot kölcsönöz a nyelvnek, tehát az írott nyelv lenne maga a nyelv, amit beszédünkben jól vagy rosszul utánzunk. Vannak, akik beszédükben is kényszeresen ragaszkodnak az írott szóalakokhoz, például a látjuk szóban külön kiejtik a t-t és a j-t ahelyett, hogy a magyar nyelv szabályainak megfelelően ty-t ejtenének. A modern nyelvtudomány ennek a nézetnek épp az ellenkezőjét hirdeti: ahogy Leonard Bloomfield amerikai nyelvész írja, „az írás nem nyelv, hanem csupán a nyelv rögzítésének módja látható jelek segítségével.”

### Jelentésváltozás
Amikor egy új szó megjelenik a nyelvben, nem zárul le a fejlődése; épp ellenkezőleg, ez csak a kezdete, hiszen a jelentése és alkalmazási módjai drámaian megváltozhatnak.
A jelentésváltozás fajtái:
- Jelentésromlás (pejoratív változás): a jobbágy szó a középkorban katonát jelentett, csak később társult hozzá a ma ismert paraszt jelentés; tehát egy negatív jelentés (egy alacsonyabb társadalmi osztály) kapcsolódott a szóhoz.
- Jelentésjavulás (amelioratív változás) az, amikor pozitív jelentést kapcsolunk egy korábban becsmérlő szóhoz. Példa rá a fejvadász szó: régen fizetett gyilkost jelentett, ma egyfajta munkaközvetítőt.
- A jelentésszűkülés során a szó jelentése behatárolódik. Például az állat szó a középkorban bármilyen lényt vagy tárgyat jelenthetett (vö. asszonyállat).
- A jelentésbővülést példázza a fű szó, ami valaha csak füvet jelentett, ma már marihuánát is, vagy a meleg, ami ma a homoszexuálisok hivatalos megnevezése. Gyakran idézett példa még a remek szóé, ami valaha főnév volt és a vizsgadarabot jelölte, amit a tanoncnak kellett elkészítenie, hogy céhmesterré válhasson. A szó később jó minőségű értelemben melléknévvé vált.
- Jelentéscsere az, amikor a szó új jelentést kap, a régit pedig elhagyja. Gyarmat szavunk jelentése valaha egyszerűen település volt (vö. Balassagyarmat, Füzesgyarmat stb.), az újkortól azonban áttevődött az európai államoktól függő területekre.
- Jelentésátvitel az, amikor egy szót valamilyen hasonló vonás alapján másvalamire is kezdünk használni. Például tűzfalnak nevezzük azt a programot, ami számítógépünket védi az illetéktelen behatolás ellen.

## A szociolingvisztika és a nyelvi változás
A szociolingvisztikus Jennifer Coates szerint a nyelvi változás összefügg a nyelvi sokféleséggel. Mint írja, „nyelvi változás akkor következik be, amikor egy új nyelvi formát, amit addig csak egy kisebb csoport használt egy beszédközösségen belül, átvesznek a közösség más tagjai is és a normaként elfogadják.” (Coates, 1992: 169. oldal)
Sokféle tényező idézett elő nyelvi változást a századok során. Manapság például a technológiai fejlődés okoz változást. Az internetnek és a mobiltechnológiának is van hatása a nyelvre a gyorsüzenetküldés és mobiltelefonos sms-ezés révén.

## Megítélése
Általános jelenség, hogy a mindenkori öregek a fiatalabbak nyelvhasználatát pongyolának, hanyagnak, hibásnak érzik. Ennek az képzetnek a nyomán megszületett a nyelvromlás legendája, vagyis, hogy a régi szerzők nyelvhasználata kifinomultabb, „szebb” volt a mainál, a nyelvet tehát védeni, konzerválni kell. Már az ókori görögöktől is maradtak fenn erre vonatkozó feljegyzések.
Nemritkán megesik, hogy egy-egy társadalmi réteg tagjait vagy egy adott terület lakóit megbélyegezzük, megalázzuk pusztán azért, mert nyelvhasználatuk bizonyos mértékben eltér az elfogadott normától (ami általában az irodalmi nyelv). Majd ő kinyissa, Meg-e jött már? és hasonló mondatok hallatán úgy érezzük, hogy sok magyar ember "hibásan" beszél magyarul – már az ötlet is abszurd, hiszen ez az anyanyelvük – vagy legalábbis tudatlanságot, iskolázatlanságot tételezünk fel azokról, akik a köznyelvtől eltérően beszélnek. Holott mindannyian úgy beszéljük az anyanyelvünket, ahogy saját lakóhelyünkön, a környezetünktől tanultuk, és ez nem feltétlenül függ össze az iskolázottsággal, bár magasabb iskolai szintre kerülve a társadalom nyomására sokan önkéntelenül – vagy tudatosan – levetkőzik tájszólásukat.
A nyelvvédők azok, akik a nyelv romlása felett érzett félelmükben igyekeznek a nyelvi változásnak útját állni, vagy legalábbis irányt szabni neki, nem véve tudomást arról, hogy a nyelv öntörvényű, önmagát alakító rendszer. Gyakran hallhatunk tőlük intelmeket arról, hogy mely szavak, kifejezések használata kerülendő és melyeké kívánatos (általában a régi írók nyelvhasználatát tekintik követendőnek), sőt van, hogy akár egy nyelvváltozatot, mint egészet is elvetendőnek minősítenek (például a majd meglássuk és a majd meglátjuk közül többségük az utóbbit, az irodalmi nyelvit részesíti előnyben).
A nyelvtudomány mai általánosan elfogadott álláspontja szerint a nyelv nem romlik és nem javul, csak változik. Csak akkor lenne ugyanis leromlottnak tekinthető, ha alkalmatlanná válna a funkciója ellátására, vagyis a kommunikációra. A nyelv szerkezete nem lesz sem egyszerűbb, sem bonyolultabb, de módosul, a látszólagos egyszerűsödés pedig mindig bonyolódást von maga után egy más területen. Például az angolban a ragozás leépülése maga után vonta a kötött szórend kialakulását.
Nyelvészeti szempontból egy nyelv minden dialektusa egyenrangú. Sőt az úgynevezett irodalmi nyelv is csak a dialektusok egyike, és hogy éppen ez emelkedett ki a többi közül és vált köznyelvvé, az történelmi és társadalmi tényezőknek tudható be, nem pedig önnön felsőbbrendűségének. (A magyar irodalmi nyelv például az észak-magyarországi nyelvjárásból ered, és azért onnan, mert a nyelvújítók vezére, Kazinczy történetesen oda valósi volt, és nyelvalakító tevékenysége során a saját nyelvváltozatát vette alapul.)

## Külső hivatkozások
- Mitől változik a nyelv? (Kálmán László cikke, 2012. március 5.)